# Fischingerbach
Der Fischingerbach ist ein 5,5 km (mit Haslibach und Silstenbach 7,2 km) langer Bach im Schweizer Kanton Aargau. Er ist ein linker Zufluss des Rheins und entwässert das Fischingertal im westlichen Teil der Region Fricktal. An seinem Bachlauf befinden sich die Orte Schupfart, Obermumpf und Mumpf.

## Namen
Seinen Namen erhielt der Bach (und das Tal) in Erinnerung an den Mumpfer Bürger Johann Baptist Ignaz Fischinger (1768–1844), Bezirksamtmann im neu gebildeten Bezirk Rheinfelden.

## Geographie

### Verlauf
Der Bach entsteht durch den Zusammenfluss der Quellbäche Haslibach und Moosbächli auf etwa 446 m ü. M. in Schupfart. Er fliesst in nordwestliche Richtung und durchfliesst dabei die Ortschaft Obermumpf. In Mumpf unterquert der Fischingerbach nach der Enge in der Bachtale zuerst die Obermumpferstrasse und dann die A3 sowie die Hauptstrasse 3, die sich hier ein Trassee mit der Hauptstrasse 7 teilt. Gleich darauf mündet der Bach auf einer Höhe von 281 m ü. M. in den Hochrhein.

## Hochwasser
Der Talbach war gefürchtet durch seine Hochwasser. Der Schweizerbote vom 20. Juni 1816 (S. 194 und 195) und die Lemberger Zeitung vom 29. Juli 1816 berichten dazu.
Auch der Chronist und Redaktor Franz August Stocker beschreibt ein Hochwasser des Fischingerbachs in seiner Erzählung Die Nonne von Säckingen.

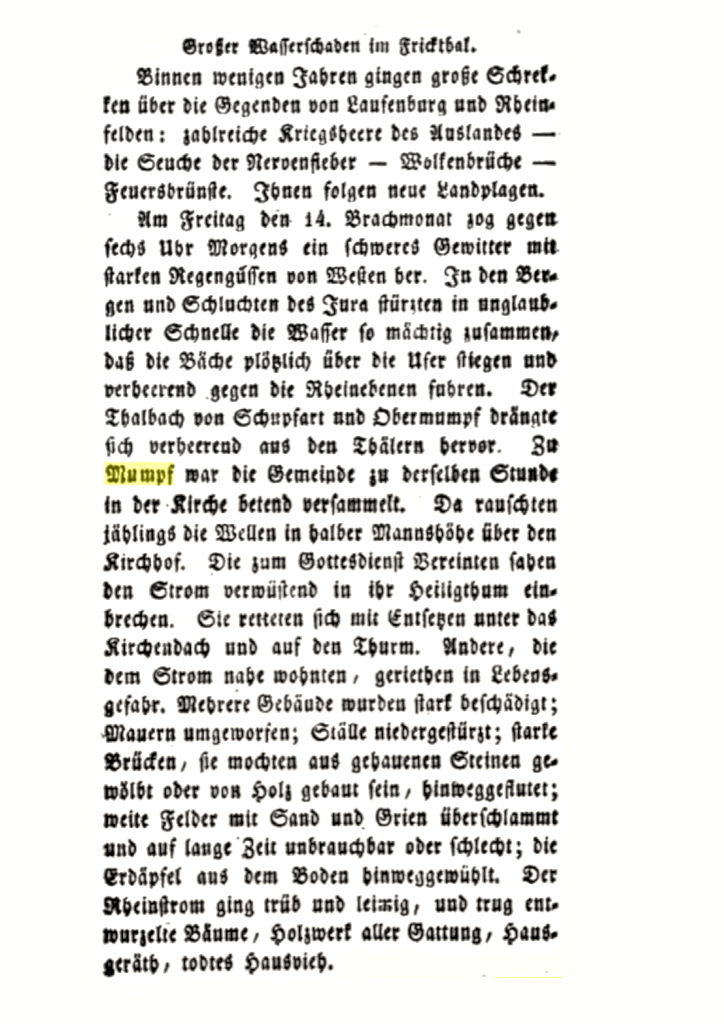
Der Bericht im Schweizer Boten vom 20. Juni 1816 zur Überschwemmung vom 14. Brachmonat
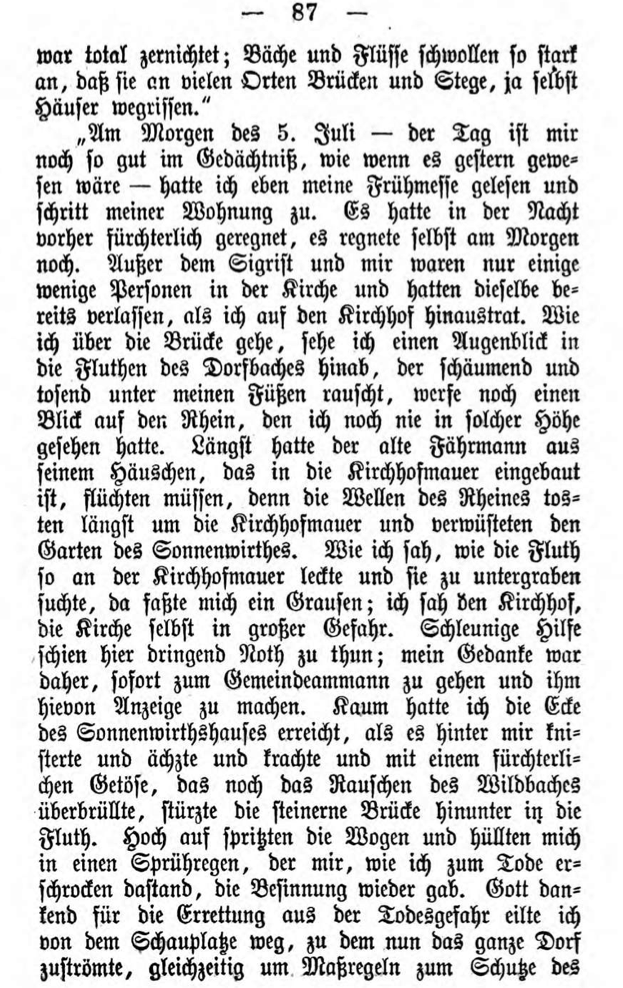
Ausschnitt zum Hochwasser in Mumpf aus der Erzählung «Die Nonne von Säckingen»